# (968) Petunia
(968) Petunia – planetoida z pasa głównego asteroid okrążająca Słońce w ciągu 4 lat i 315 dni w średniej odległości 2,87 au. Została odkryta 24 listopada 1921 roku w Landessternwarte Heidelberg-Königstuhl w Heidelbergu przez Karla Reinmutha. Nazwa pochodzi od petunii, rośliny ozdobnej z rodziny psiankowatych. Przed nadaniem nazwy planetoida nosiła oznaczenie tymczasowe (968) 1921 KW.